# Psychotria capensis
Psychotria capensis är en måreväxtart som först beskrevs av Christian Friedrich Frederik Ecklon, och fick sitt nu gällande namn av Wilhelm Vatke. Psychotria capensis ingår i släktet Psychotria och familjen måreväxter.

## Underarter
Arten delas in i följande underarter:
- P. c. capensis
- P. c. riparia
- P. c. puberula
- P. c. pubescens